# Tyromantis metaxantha
Tyromantis metaxantha är en fjärilsart som beskrevs av Edward Meyrick 1918. Tyromantis metaxantha ingår i släktet Tyromantis och familjen praktmalar, Oecophoridae. Inga underarter finns listade i Catalogue of Life.